# グリーンマップ
グリーンマップ（Green Maps）とは、1992年、ニューヨークのエコデザイナー、Wendy. Brawer（ウエンディ・ブラウワー）によって提唱された、自分の暮らしている町の環境に良いもの、悪いものを地域の人と協力しながら世界共通の125個の「グローバルアイコン」と呼ばれる絵文字を使って地図に表すというもの。世界中で50か国400以上の都市が参加している。